# Tipula (Microtipula) nigrovariegata
Tipula (Microtipula) nigrovariegata is een tweevleugelige uit de familie langpootmuggen (Tipulidae). De soort komt voor in het Neotropisch gebied.